# Andesi aratinga
Az andesi aratinga (Psittacara frontatus), korábban kordiellai aratinga, a madarak osztályának papagájalakúak (Psittaciformes) rendjébe és a papagájfélék (Psittacidae) családjába tartozó faj.

## Rendszerezése
A fajt Jean Cabanis német ornitológus írta le 1846-ban, a Conurus nembe  Conurus frontatus néven. Szerepelt alfajként Psittacara wagleri frontatus néven is.

## Előfordulása
Andok hegységben, Ecuador és Peru területén honos. Természetes élőhelyei a szubtrópusi vagy trópusi hegyi esőerdők és magaslati cserjések, valamint szántóföldek és másodlagos erdők. Vonuló faj.

## Természetvédelmi helyzete
Az elterjedési területe még nagyon nagy, de folyamatosan csökken, egyedszáma is csökken. A Természetvédelmi Világszövetség Vörös listáján mérsékelten fenyegetett fajként szerepel.